# GKD
GKD is een Italiaans historisch merk van motorfietsen uit Bologna.
GKD begon in 1975 met de bouw van cross- en enduromotoren van 50-, 125- en 250 cc. De motorblokken kwamen van Hiro. De belangrijkste modellen waren de Sir Lad met vier versnellingen en de Tornese en de Ribot met automatische versnellingsbak. Deze modellen hadden 16 inch wielen. Een 50cc-modell voor kinderen had 10 inch wielen.
Het merk verdween in 1985 van de markt.